# Городское поселение Суслонгер
Городское поселение Суслонгер — муниципальное образование (городское поселение) в составе Звениговского района Марий Эл Российской Федерации.
Административный центр поселения — пгт Суслонгер.

## История
Статус и границы городского поселения установлены Законом Республики Марий Эл от 18 июня 2004 года № 15-З «О статусе, границах и составе муниципальных районов, городских округов в Республике Марий Эл».

## Население
| 2010  | 2011  | 2012  | 2013  | 2014  | 2015  | 2016  |
| ----- | ----- | ----- | ----- | ----- | ----- | ----- |
| 5119  | ↗5131 | ↘5059 | ↘4980 | ↘4937 | ↘4846 | ↘4758 |
| 2017  | 2018  | 2019  | 2020  | 2021  | 2023  |       |
| ↘4641 | ↘4538 | ↘4417 | ↘4326 | ↘4182 | ↘4088 |       |

## Состав поселения
В состав городского поселения входят 2 населённых пункта:
| № | Населённый пункт | Тип населённого пункта      | Население |
| - | ---------------- | --------------------------- | --------- |
| 1 | Мочалище         | посёлок                     | ↘1451     |
| 2 | Суслонгер        | пгт, административный центр | ↘2637     |